# Henry Pupi
Henry Pupi (23 gennaio 1993) è un calciatore samoano, difensore del Kiwi.

## Carriera

### Club
Ha sempre giocato nel campionato samoano.

### Nazionale
Ha collezionato 4 presenze con la propria Nazionale.